# Zandworm
De zandworm (Echiurus echiurus) is een lepelworm uit de familie Echiuridae. De wetenschappelijke naam van de soort werd in 1767 als Lumbricus echiurus gepubliceerd door Peter Simon Pallas.

## Beschrijving
De zandworm heeft een ruwweg cilindrische stam die tussen 70 en 110 mm lang is. Aan het voorste uiteinde van de romp, net naast de mond, strekt zich een schepvormige slurf (proboscis) van ongeveer 30 tot 40 mm naar voren uit. De stam heeft ongeveer 22 ringen van papillen, een ring van grotere papillen afgewisseld met verschillende ringen van kleinere papillen. Een paar haakvormige chaetae (chitineuze borstelharen) wordt net achter de mond aan de onderkant van de worm gedragen en er zijn twee ringen van chaetae aan het achterste uiteinde van de romp, nabij de anus. Intern wordt het rectum gedeeltelijk verduisterd door twee lange anale divertikels met trilhaartjes. Uitwendig is de stam grijsbruin, terwijl de slurf oranje is met bruinachtige strepen.

## Verspreiding
De zandworm heeft een holarctische verspreiding, die zich zuidwaarts uitstrekt in de Atlantische Oceaan tot aan de Noordzee en het Kattegat. De soort ligt ingegraven in zacht sediment, vaak op aanzienlijke diepten. Een ondersoort Echiurus echiurus alaskanus komt voor in het zuidoosten van Alaska. Deze ondersoort leeft in modderige afzettingen die zich ophopen rond keien en kiezels in de lagere intergetijdengebied en de ondiepe subtidale zone.

## Ecologie
Bij het graven wordt de proboscis opgetild en naar achteren gevouwen en waarbij deze geen rol speelt bij het graafproces. De voorkant van de romp wordt in een wig gevormd en naar voren geduwd, waarbij de twee voorste chaetae in het sediment worden gedreven. Vervolgens wordt het achterste uiteinde van de romp naar voren getrokken en de achterste chaetae verankeren het op zijn plaats. Deze manoeuvres worden herhaald en langzaam graaft de worm zijn weg naar voren en naar beneden. Het duurt ongeveer veertig minuten voordat de worm uit het zicht is verdwenen. Het hol daalt diagonaal af en wordt dan plat. Het kan tot een ongeveer meter lang duren worden voordat de worm verticaal weer naar het oppervlak gaat. Hier ontvouwt de worm zijn slurf en breidt deze uit langs het oppervlak van het sediment om zich te voeden, en trekt zich terug in zijn hol wanneer het tij dooft.